# 平螯同寄居蟹
平螯同寄居蟹（学名：Sympagurus planimanus）为擬寄居蟹科同寄居蟹屬下的一个种。